# Montbeugny

Montbeugny este o comună în departamentul Allier din centrul Franței. În 2009 avea o populație de 662 de locuitori.